# Douvaouissa Aissa Hamadi
Aissa Hamadi Douvaouissa, née le 28 février 1965, est une enseignante et femme politique camerounaise au sein de l'Union Nationale pour la Démocratie et le Progrès (UNDP). En 2020 elle est devient présidente de la Commission des Affaires Culturelles, Sociales et Familiales de la 10è législature de l’Assemblée Nationale du Cameroun,,.

## Biographie

### Parcours politique
Elle accède pour la première fois à l'assemblée nationale du Cameroun en 2013 après les élections législatives. En 2020, elle est élue pour la deuxième fois dans le Mayo Louti dans la région du Nord,,.
En 2017, elle est votée au poste de trésorière adjointe de la Coordination Régionale du Réseau des Parlementaires pour la Gestion Durable des Ecosystèmes Forestiers d’Afrique Centrale (REPAR) aux côtés du député Zam Jean-Jacques (président) et le sénateur Matta Joseph Roland (conseiller N°2) lors de son assemblée générale à Libreville au Gabon.
En 2020, elle devient présidente de la Commission des Affaires Culturelles, Sociales et Familiales de la 10è législature de l’Assemblée Nationale du Cameroun et Coordonnatrice du Réseau des Parlementaires Camerounais pour la Lutte contre la Malnutrition Racine de vie et Coordonnatrice du Réseau des Parlementaires pour la Promotion de l’Economie Sociale et Solidaire.
En 2021, elle participe à la 16è conférence de l'Union Parlementaire des Etats Membres de I'OCI (UPCI)
En 2024, elle est nommée officier de l’ordre de la valeur,.

## Distinctions
2024: Officier de l’ordre de la valeur